# Ficar
Ficar (português brasileiro) ou curtir (português europeu), na cultura luso-brasileira, é uma gíria designada a uma relação afetiva sem compromisso que, normalmente, não tem, associada, uma componente de fidelidade, uma vez que a sua natureza é, normalmente, efêmera. O ficar (ou uma curte, como é designado em Portugal) pode resumir-se a um encontro de apenas um dia ou uma noite. Este pode implicar somente uma troca de beijos e carícias ou resultar também num envolvimento mais íntimo de carácter sexual, mas que não se prolongará por muito tempo. 

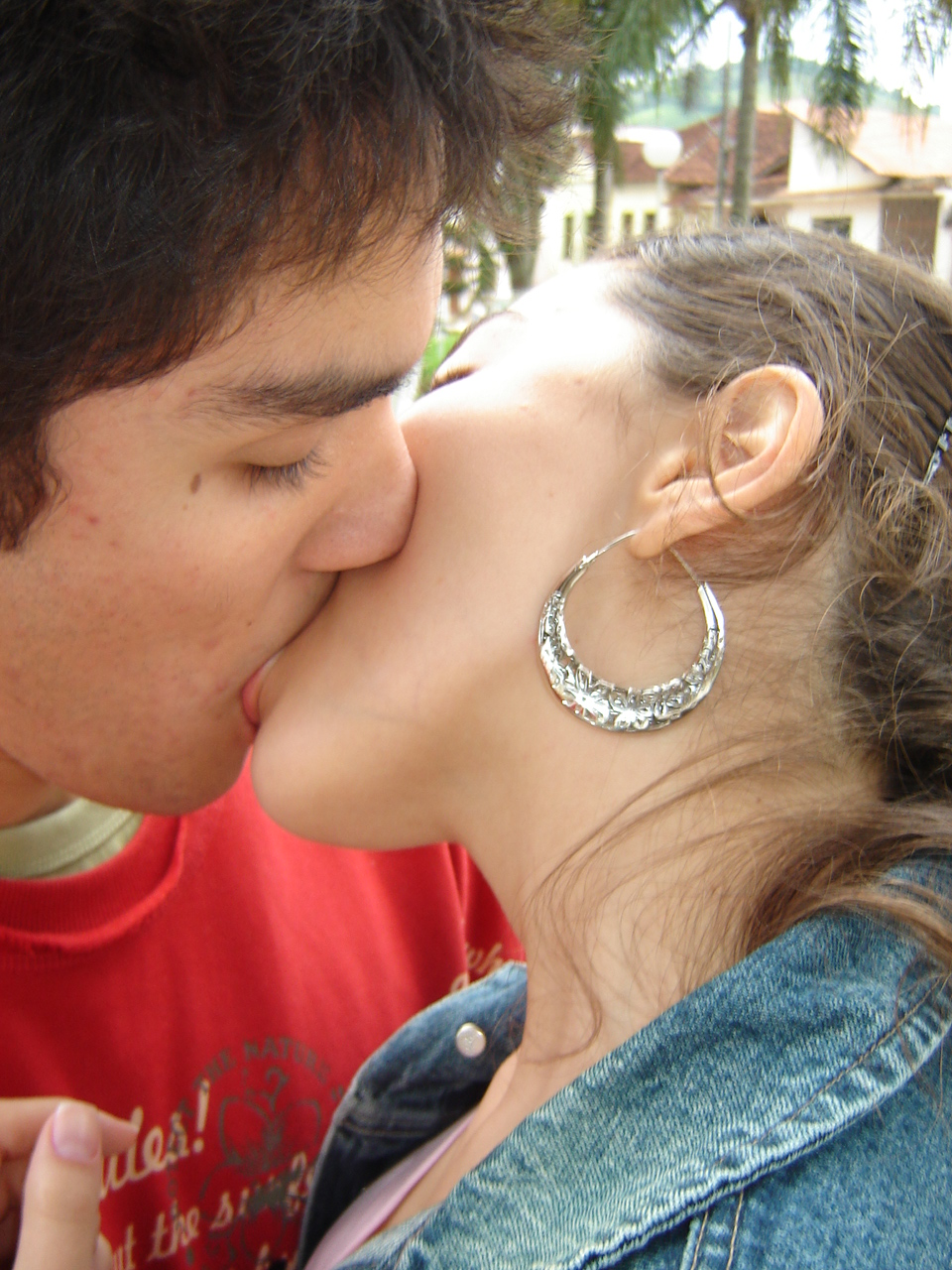
Dois jovens beijando-se.

No entanto, segundo algumas fontes, esta relação passageira não ultrapassará a troca de beijos e carícias porque, de um modo geral, os envolvidos não se encontram ainda maduros para a vida sexual.
Diferencia-se de namorar pelo fato de este envolver um compromisso afetivo e uma maior tendência à durabilidade. Também diferencia-se do relacionamento aberto pois, nesse outro, há uma relação de compromisso, como no namoro fechado, enquanto a ficada, a princípio, não é continuativa. Também diferencia-se da amizade colorida pelo fato de os ficantes não serem necessariamente amigos.